# Route européenne 571
Pour les articles homonymes, voir E571 et Route 571.
La route européenne 571 est une route reliant Bratislava à Košice,. Tout le trajet se situe en Slovaquie.